# Stara Ryga
Stara Ryga  (łot. Vecrīga) – najstarsza część Rygi, leżąca na prawym brzegu rzeki Dźwiny. Stara Ryga znana jest ze swoich świątyń i budynków historycznych.
Stara Ryga leży na prawym brzegu Dźwiny, w samym centrum Rygi. Część historyczna miasta jest ograniczona nabrzeżem 11 listopada, ulicą 13 stycznia, bulwarem Bastionowym i bulwarem Aspazii, a także ulicą Krišjānisa Valdemārsa.
W latach 80. XX wieku władze miasta z nielicznymi wyjątkami zakazały ruchu samochodowego na terenie Starej Rygi.